# Йеменско-китайские отношения
Йеменско-китайские отношения — двусторонние дипломатические отношения между Йеменом и Китаем.

## История
24 сентября 1956 года правительство Китайской Народной Республики и правительство Йеменского Мутаваккилийского королевства установили официальные дипломатические отношения. В 1958 года Китай выдал Йемену беспроцентный кредит в размере 70 млн. Швейцарских франков, с помощью которого Йемен начал приобретать товары из Китая. Затем, Пекин предоставил беспроцентный кредит в размере 16,3 млн. долларов США для финансированию проектов в Йемене. 9 июня 1964 года странами был подписан Договор о дружбе вместе с дополнительными соглашениями о сотрудничестве в области экономического, технического и культурного развития. Китай оказал поддержку в строительстве заводов и дорог, а также предоставил Йемену еще один беспроцентный кредит в размере 500 000 долл. США.
В 2011 году в Йемене началась революция, по всей стране прошли массовые акции протеста против режима действующего президента Али Абдаллы Салеха. В 2014 году Йемен столкнулся с самым большим кризисом за последние десятилетия, правительство страны было свергнуто повстанцами хуситами, что привело к вторжению в Йемен ряда стран во главе с Саудовской Аравией. Правительство Китайской Народной Республики призвало все стороны конфликта к примирению, а также заявило, что поддерживает территориальную целостность Йемена.